# Koszmosz–167
A Koszmosz–167 (oroszul: Космос–167) a szovjet Koszmosz műholdsorozat tagja. A Vénusz tanulmányozására indították.

## Küldetés
Feladata lett volna a Vénusz kutatása, illetve pályája mentén a világűr röntgen-háttérsugárzásának vizsgálata. A műholdakat csak típusjelzéssel látták el (sikertelen indításnál a következő indítás kapta a jelölést).

## Jellemzői
A Lavocskin üzem (oroszul: Машиностроительный завод им. С. А. Лавочкина), jelenleg NPO tervezte, illetve ellenőrizte építését.
1967. június 17-én a Bajkonuri űrrepülőtér indítóállomásról egy Molnyija–M (8К78М) típusú hordozórakétával juttatták alacsony Föld körüli pályára. A 88,9 perces, 51,8 fokos hajlásszögű, elliptikus pálya elemei: perigeuma 187 kilométer, apogeuma 262 kilométer volt. Hasznos tömege 1106 kilogramm. Háromtengelyesen, Napra-csillagokra-Vénuszra orientált. Térbeli helyzetét giroszkóposan, gázfúvókák segítségével stabilizálta. A sorozat felépítését, szerkezetét, alapvető fedélzeti rendszereit tekintve egységesített, szabványosított tudományos-kutató űreszköz. Az utolsó fokozat hajtóművének újraindításával kellett volna elérnie a második kozmikus sebességet, ami technikai okok miatt nem sikerült.
Áramforrása kémiai, illetve napelemek energiájának hasznosítási kombinációja (földárnyékban kémiai akkumulátorok). Két napelemének fesztávolsága 4,4 méter. Parabolaantennája finom hálóból készült, átmérője 2,3 méter, a két körsugárzó antenna és antennarúd hossza 2,1 méter. A leszállóegysége ejtőernyős leereszkedéssel közelítette volna meg a Vénusz felszínét.
1967. június 25-én 8 napos szolgálatát követően belépett a földi légkörbe és megsemmisült.